# Storia della Coppa America di calcio

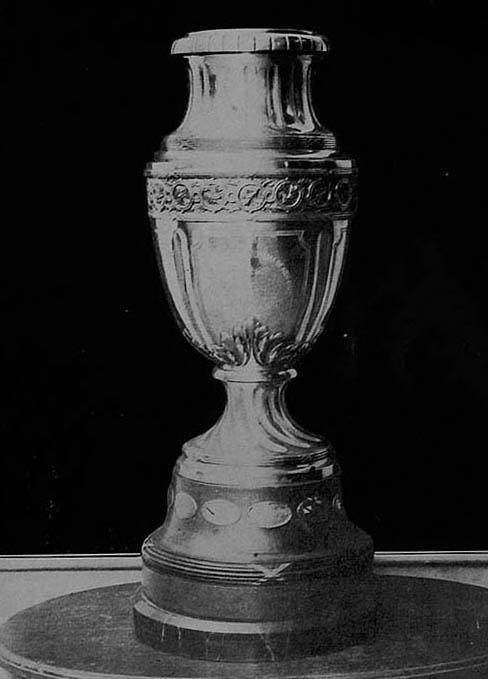
La Coppa assegnata all'Argentina vincitrice nel 1927

La storia della Coppa America di calcio iniziò nel 1916: da allora si sono disputate 47 edizioni del torneo, ed è il principale evento calcistico del continente sudamericano, nonché la più antica competizione calcistica continentale per Nazionali.

## Storia

### Origini e prime due edizioni (1916-1917)

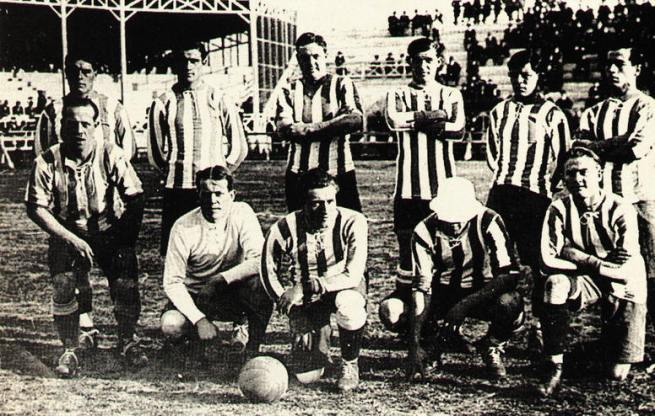
La Nazionale argentina nel 1916

Le premesse della creazione del Campeonato Sudamericano si ritrovano nella Copa Centenario Revolución de Mayo, organizzata in Argentina nel 1910, che vide la partecipazione delle uniche tre selezioni nazionali esistenti all'epoca: Argentina, Cile e Uruguay. Mentre Argentina e Uruguay avevano già giocato diversi incontri internazionali (tra essi, quello del 1902, considerato il primo match ufficiale disputatosi in Sud America), il Cile era al suo debutto assoluto come Nazionale. La Copa Centenario, vinta poi dall'Argentina, fu il primo torneo internazionale sudamericano a includere più di due Nazionali (esistevano infatti alcune competizioni antecedenti tra le selezioni di Argentina e Uruguay, come ad esempio la Copa Lipton); in seguito Héctor Rivadavia Gómez, dirigente uruguaiano, decise di organizzare un torneo internazionale tra le Nazionali sudamericane, includendo anche la Nazionale brasiliana, che aveva giocato il suo primo incontro nel 1914, e scelse come data della competizione il mese di luglio 1916, durante il quale ricorreva il centenario dell'indipendenza dell'Argentina.
Allo stesso tempo, fu fondata la CSF (Confederación Sudamericana de Fútbol, confederazione calcistica sudamericana), i cui primi membri furono appunto Argentina, Brasile, Cile e Uruguay, principalmente su iniziativa dello stesso Gómez. Mentre prima del 1916 a molti giocatori inglesi o d'origine britannica era permesso rappresentare il Paese in cui vivevano (e quindi si ebbero diversi calciatori britannici nelle Nazionali di Argentina e Uruguay), dal 1916 si considerarono "incontri ufficiali" solo quelli disputati da Nazionali formate da calciatori in possesso della nazionalità del Paese per cui giocavano. Il Campeonato Sudamericano de Football 1916 ebbe inizio il 2 luglio a Buenos Aires con la partita Uruguay-Cile, vinta dagli uruguaiani per 4-0; il primo gol in assoluto fu realizzato da José Piendibene.
L'Argentina debuttò 4 giorni dopo, ancora contro il Cile, e vinse 6-1; il Brasile fu l'ultima Nazionale a esordire nella competizione, pareggiando per 1-1 l'8 luglio con il Cile. Fu l'Uruguay a vincere il primo titolo continentale, grazie a 2 vittorie a 1 pareggio su 3 incontri; il protagonista della prima edizione fu Isabelino Gradín, mezzala sinistra della Nazionale uruguaiana e atleta campione del Sud America nei 400 metri piani, nominato miglior giocatore del Sudamericano 1916. Tuttavia, alla Nazionale uruguaiana non fu assegnato alcun trofeo: la Copa America, infatti, fu creata nel 1917 da una gioielleria di Buenos Aires (la sua fabbricazione costò 3.000 franchi svizzeri), e messa in palio per la seconda edizione del Sudamericano, tenutasi in Uruguay.
Al secondo Campeonato Sudamericano furono invitate le stesse Nazionali che avevano partecipato alla prima edizione: il torneo si svolse a Montevideo dal 30 settembre al 14 ottobre 1917. Ancora una volta il titolo andò all'Uruguay, che ebbe in Ángel Romano e Héctor Scarone i principali punti di forza: la selezione celeste si disputò il titolo con l'Argentina, nella gara decisiva del 14 ottobre al Parque Pereira di Montevideo, stadio da 15.000 posti costruito appositamente per la competizione: grazie al gol di Scarone, vinsero i padroni di casa. La Federazione argentina si lamentò sia per alcune situazioni sfavorevoli occorse durante il torneo (uno sciopero ferroviario costrinse tre giocatori a rimanere in albergo, poiché non potevano fare ritorno a casa) che per l'arbitraggio dell'incontro finale, ritenuto inadeguato.

### I tornei a cadenza annuale (1919-1927)

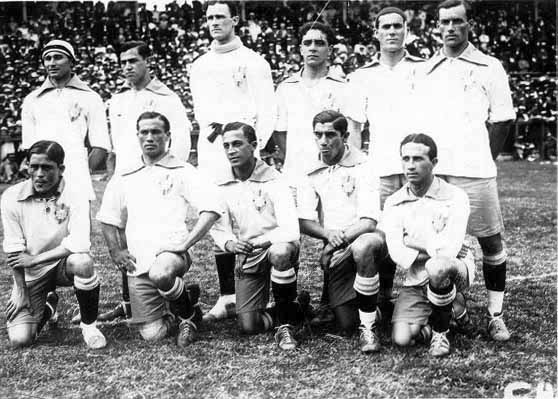
La Nazionale brasiliana vincitrice nel 1919

La terza edizione era prevista per il 1918 in Brasile, ma una epidemia di febbre persuase le autorità a posticipare la manifestazione di un anno. Il Sudamericano 1919 si tenne così, per la prima volta, in Brasile: quale sede del torneo si scelse Rio de Janeiro, e tutte le gare si disputarono all'Estádio das Laranjeiras, lo stadio che aveva visto il primo incontro ufficiale della Nazionale brasiliana nel 1914. Fu proprio la Nazionale brasiliana ad aprire la competizione l'11 maggio, vincendo per 6-0 contro il Cile, il cui miglior giocatore dell'incontro è il portiere Guerrero. Uruguay e Argentina giocarono il 13 maggio; l'Uruguay superò i rivali bianco-celesti per 3-2, con gol dei fratelli Scarone (Carlos ed Héctor) e Isabelino Gradín.
Al termine del girone, Brasile e Uruguay si ritrovarono a pari punti: pertanto, si rese necessaria un'ulteriore partita, uno "spareggio" che determinasse il vincitore del Sudamericano; l'incontro si rivelò lungo ed equilibrato: dopo i tempi regolamentari finiti sullo 0-0, furono necessari 4 tempi supplementari (ciascuno della durata di 15 minuti) perché una delle due squadre prevalesse sull'altra. A segnare il gol decisivo fu Arthur Friedenreich, uno dei primi calciatori brasiliani di spicco, che segnò al 122º minuto: il Brasile vinse così il suo primo titolo continentale, in quello che fu l'incontro più lungo della storia del Campeonato Sudamericano/Coppa America. La manifestazione fu considerata un successo, ma vide anche la morte di un giocatore: Roberto Chery, portiere dell'Uruguay, durante l'incontro con il Cile subì lo strozzamento di un'ernia, che lo portò alla morte il 30 maggio. La Nazionale cilena ebbe molti problemi ad attraversare le Ande, tanto che i giocatori impiegarono circa 3 mesi a far ritorno in patria (partirono il 20 aprile e giunsero a Valparaíso il 9 luglio).
L'organizzazione del Campeonato Sudamericano de Football 1920 fu assegnata al Cile, che ebbe per la prima volta la possibilità di ospitare questa manifestazione. Per far fronte all'impegno, le autorità calcistiche cilene s'impegnarono per fornire le infrastrutture adeguate, e la scelta ricadde sugli impianti del Valparaíso Sporting Club, situati a Viña del Mar, vicino a Valparaíso. Il Sudamericano ebbe un costo stimabile intorno ai 270.000 pesos; la Federazione cilena s'impegnò affinché i mezzi di trasporto fossero efficienti, giacché si prospettavano grandi spostamenti di pubblico in occasione degli incontri. Vi furono anche alcune novità concernenti la preparazione delle Nazionali: il Cile mise sotto contratto, per la prima volta, un commissario tecnico unico nominato appositamente per il torneo, Juan Carlos Bertone, ex giocatore della Nazionale uruguaiana nel 1910. La Federazione argentina, invece, organizzò una serie di gare interprovinciali per selezionare i giocatori da convocare al torneo. Il campionato iniziò l'11 settembre 1920, con la partita tra Brasile e Cile: gli ospiti vinsero per 1-0 con gol di Alvariza. Uruguay e Argentina debuttarono il giorno seguente, pareggiando per 1-1. La manifestazione vide la vittoria finale dell'Uruguay (al terzo titolo su quattro edizioni), che superò per un punto (5 contro 4) la Nazionale argentina.

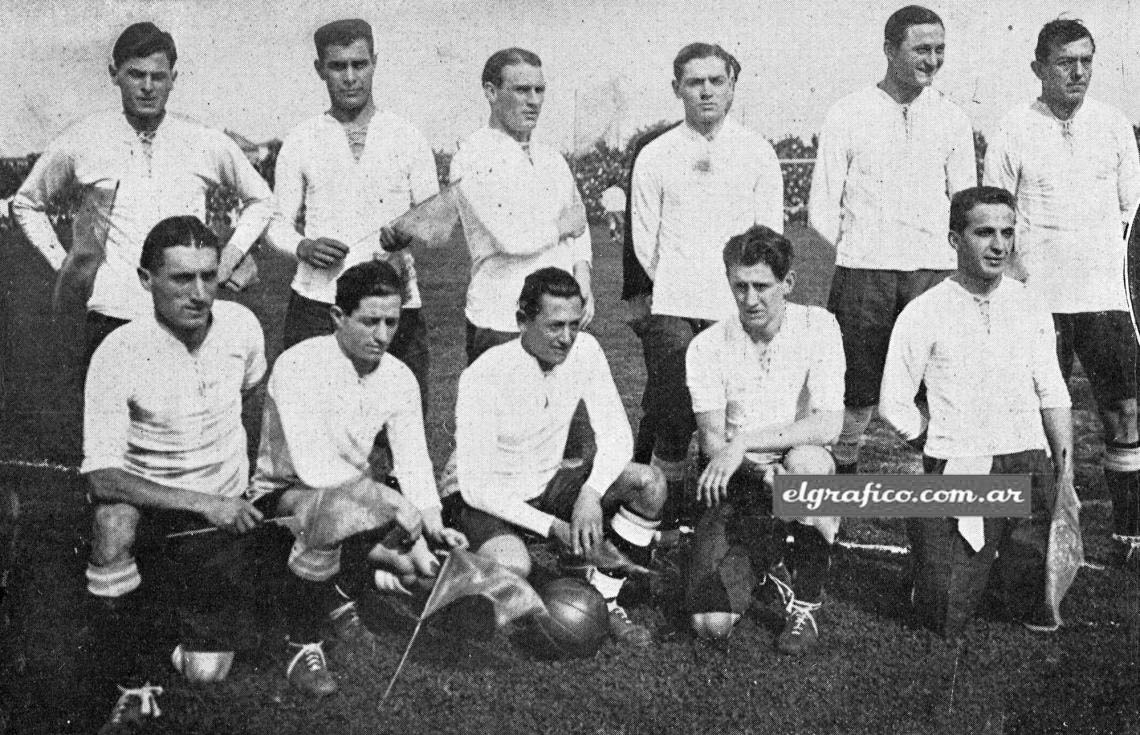
La Nazionale argentina, campione del Sud America nel 1921

Nel 1920, durante un congresso della CSF, si decise l'assegnazione del Sudamericano 1921 all'Argentina; la novità della 5ª edizione fu l'aggiunta del Paraguay alle squadre partecipanti. Il campionato tornò pertanto in Argentina, dove aveva debuttato nel 1916; il Cile non partecipò, a causa di alcuni contrasti con la CSF: la Federazione cilena aveva infatti espresso la propria vicinanza alle due federazioni non affiliate alla CSF (la Asociación Amateurs de Football argentina e la Federación Amateur uruguaiana), e ciò la portò ad allontanarsi dalla Confederazione continentale. A prendere parte al torneo furono quindi Argentina, Brasile, Paraguay e Uruguay: a inaugurare la manifestazione, il 2 ottobre all'Estadio Iriarte y Luzuriaga di Buenos Aires, fu Argentina-Brasile, vinta per 1-0 dai bianco-celesti con gol di Julio Libonatti. Paraguay e Uruguay si affrontarono una settimana dopo, e il Paraguay, alla sua prima partita nel Campeonato Sudamericano, sconfisse i campioni in carica con il risultato di 2-1. A vincere il titolo del 1921 fu quindi l'Argentina, padrona di casa, che chiuse il torneo senza reti subite, a punteggio pieno e con il maggior numero di gol realizzati. Libonatti, autore del gol decisivo nella gara con l'Uruguay del 30 ottobre, fu portato dai tifosi in festa dallo stadio alla Plaza de Mayo, per un totale di circa 4 chilometri.
Nel 1922, a causa di alcuni attriti interni (iniziati nel 1919 con il cosiddetto "scisma"), in Argentina erano presenti due federazioni: una riconosciuta ufficialmente da FIFA e CSF, la AAF, e una non riconosciuta, la AAmF. Nel 1922 quest'ultima richiese alla CSF di essere riconosciuta quale unica federazione legittimata a regolamentare i campionati argentini. La CSF però respinse la richiesta, e negò anche la possibilità di posticipare il Campeonato Sudamericano, che la AAmF chiedeva di non disputare finché non si fossero risolti i conflitti interni al calcio argentino. La sede del Campeonato Sudamericano de Football 1922 fu nuovamente la città di Rio de Janeiro, in Brasile: per la prima volta alla competizione presero parte 5 Nazionali, con il reintegro del Cile, assente nella precedente edizione. Il Brasile celebrava, quell'anno, il centenario della sua indipendenza (come l'Argentina nel 1916); vi fu, per un certo periodo, incertezza sull'effettiva realizzazione del Sudamericano, chiamato Campeonato Olímpico de Futebol dalla Confederação Brasileira de Desportos: il nome non era riconosciuto dalla CSF, che obbligò la Federazione brasiliana a cambiare denominazione al torneo. Il campionato iniziò il 17 settembre, con la gara tra Brasile e Cile, terminata in pareggio per 1-1. Fu una edizione ricca di contestazioni, rivolte in special modo agli arbitri: gli uruguaiani rifiutarono di disputare gli spareggi per il titolo, cui pure avevano diritto, per via delle decisioni dell'arbitro Pedro Santos nella gara con il Paraguay, persa per 1-0; lo stesso Paraguay abbandonò la gara con l'Argentina, protestando per il rigore concesso agli avversari: solo il portiere Denis rimase in campo, e venne superato da Juan Francia, che tirò il controverso calcio di rigore al 79º minuto; il Brasile accusò il direttore di gara Norberto Ladrón de Guevara, cileno, di scarso rendimento; durante la gara tra Brasile e Cile, molto fallosa, Ricardo Vallarino, direttore di gara uruguaiano, chiese di non proseguire l'arbitraggio. Il torneo fu vinto dal Brasile, che superò allo spareggio il Paraguay per 3-0. L'Argentina campione in carica finì al quarto posto, anche per le sopracitate difficoltà interne.

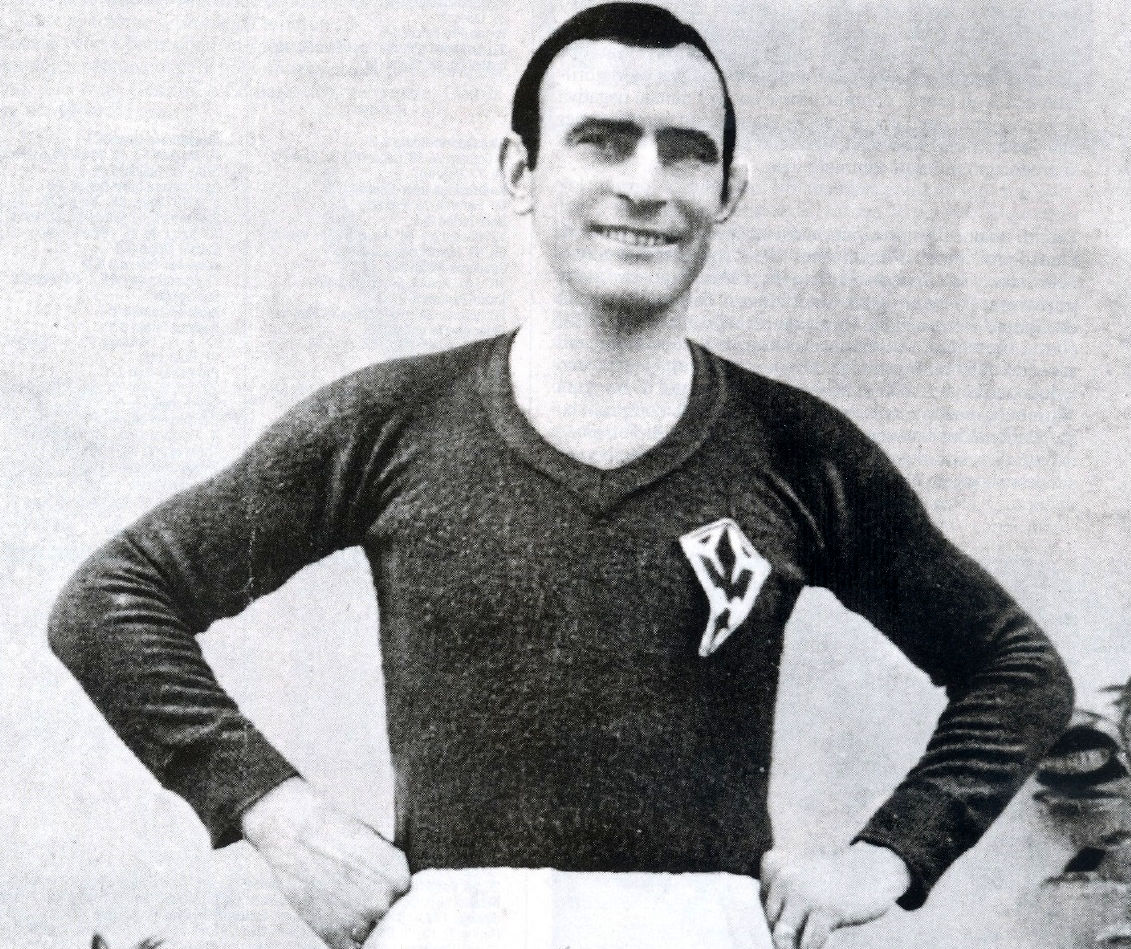
Pedro Petrone, miglior marcatore dell'edizione 1924

Il Campeonato Sudamericano de Football 1923 fu assegnato all'Uruguay, che approntò il Parque Central quale stadio per il torneo. Il Cile fu nuovamente escluso dalla competizione, poiché la sua federazione intratteneva rapporti troppo stretti con le federazioni dilettantistiche di Argentina e Uruguay, non riconosciute dalla CSF: per un breve periodo, il Cile rischiò anche di essere espulso dalla CSF. Il 29 ottobre 1923 si tenne il primo incontro del Sudamericano, che vide l'Argentina prevalere sul Paraguay per 4 reti a 3; l'11 novembre debuttò il Brasile, che venne sconfitto dai paraguaiani per 0-1. La Coppa andò nuovamente all'Uruguay, che rimase imbattuto e subì un solo gol in 3 partite. Nel 1924 il Sudamericano avrebbe dovuto tenersi in Paraguay, paese selezionato dalla CSF in virtù della regola che prevedeva l'alternanza degli organizzatori: tuttavia, il Paraguay non possedeva alberghi e strutture adeguate; il campionato fu quindi assegnato all'Uruguay, che disponeva delle infrastrutture necessarie per via dell'edizione 1923, ma fu organizzato dalla Federazione paraguaiana. Il Brasile si ritirò prima che la competizione cominciasse, anche per via delle contestazioni relative all'edizione 1922, mentre il Perù non poté partecipare a causa dello scioglimento della propria federazione calcistica. A inaugurare l'edizione 1924 fu l'incontro Argentina-Paraguay, terminato 0-0 il 12 ottobre: una settimana dopo esordirono anche Uruguay e Cile. L'Uruguay vinse nuovamente il campionato, ancora una volta imbattuto e con il miglior attacco (8 gol).
L'organizzazione del Campeonato Sudamericano 1925 tornò a essere compito dell'Argentina, come previsto dalla rotazione; prima dell'inizio della competizione, però, due Nazionali si ritirarono: il Cile sia per via dei risultati dell'edizione precedente che per problemi di affiliazione alla FIFA, mentre l'Uruguay rinunciò a causa dei dissidi interni alla Federazione. Queste defezioni portarono la CSF e gli organizzatori argentini alla decisione di modificare la formula del campionato, portandolo da partite di sola andata a incontri di andata e ritorno. Argentina-Paraguay fu la gara inaugurale: il 29 novembre i bianco-celesti superarono gli avversari per 2-0. Il Brasile esordì il 6 dicembre, battendo i paraguaiani per 5-2; ciascuna Nazionale giocò 4 partite, e al termine del torneo risultò vincitrice l'Argentina con 7 punti, seguita dal Brasile con 5; il Paraguay concluse il campionato a quota zero punti.
Nel 1926 fu il Cile il Paese ospitante del Sudamericano: per l'occasione, la Federazione cilena scelse come sede di tutti gli incontri i Campos de Sports de Ñuñoa, che il 12 ottobre videro 12.000 persone assistere all'incontro inaugurale. La partita vide contrapposti Cile e Bolivia (al suo debutto assoluto nel Campeonato Sudamericano), e i padroni di casa vinsero per 7-1, con 4 gol di David Arellano; peraltro, Moreno segnò il primo gol olimpico (cioè direttamente da calcio d'angolo) della storia del torneo. L'assenza del Brasile impedì di avere, per la prima volta, 6 partecipanti: a vincere il torneo fu l'Uruguay, che superò tutte e 4 le partite con altrettante vittorie; il Cile colse il secondo posto, con Arellano miglior marcatore della competizione.
Il Campeonato Sudamericano de Football 1927 si tenne per la prima volta in Perù, paese che divenne il settimo a prendere parte al torneo. Per la prima volta la Nazionale argentina si affidò a un tecnico che curò la preparazione atletica e fisica dei giocatori, José Lago Millán, e si presentò al torneo dopo la riunione delle due associazioni (AAF e AAmF) che avevano organizzato campionati separati dal 1919 al 1926. Ad aprire la manifestazione il 30 ottobre fu l'incontro tra Argentina e Bolivia, che terminò 7-1 per i bianco-celesti; il 1º novembre l'Uruguay superò il Perù padrone di casa, al debutto nel Sudamericano, per 4-0. Durante la manifestazione si misero particolarmente in luce Luis Monti e Raimundo Orsi, argentini, e le Nazionali che si disputarono il titolo furono Argentina e Uruguay: Perù e Bolivia subirono sconfitte con alti punteggi (l'Uruguay vinse 9-0 con la Bolivia il 6 novembre); alla fine, fu l'Argentina a vincere, grazie alla vittoria per 3-2 sui rivali uruguaiani.

### Gli anni trenta e quaranta (1929-1949)

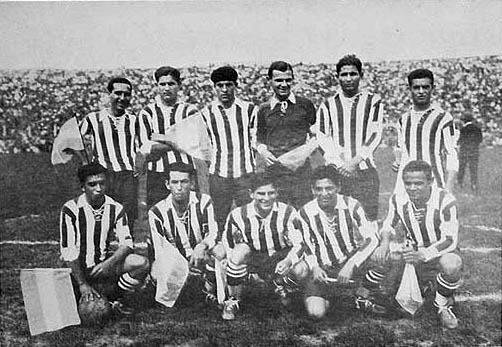
La Nazionale paraguaiana seconda classificata nel 1929

Dopo 8 anni di campionati a cadenza annuale, nel 1928 s'interruppe l'alternanza, poiché a causa del torneo olimpico di Amsterdam 1928 non fu possibile organizzare il Sudamericano: la manifestazione non tornerà più a disputarsi ogni anno, eccezion fatta per alcune estemporanee occasioni. Il congresso della Confederación Sudamericana de Football tenutosi a Montevideo nel settembre 1928 assegnò all'Argentina il compito d'organizzare il torneo. Alla competizione parteciparono Argentina, Paraguay, Perù e Uruguay, mentre Bolivia, Brasile, Cile e la neonata selezione ecuadoriana non poterono prendervi parte. Il primo incontro, quello tra Paraguay e Uruguay, si tenne il 1º novembre all'Estadio Alvear y Tagle, e vide i paraguaiani vincere per 3-0. I padroni di casa argentini esordirono il 3 novembre, battendo il Perù per 3-0; il campionato vide una buona prestazione della Nazionale paraguaiana, che giunse al secondo posto, e la vittoria dell'Argentina.
Per rivedere una nuova edizione del Campeonato Sudamericano si dovettero aspettare sei anni: lo svolgimento della finale del campionato del mondo 1930 tra Argentina e Uruguay, vinta dagli uruguaiani, fu contestato dagli argentini, che sostenevano di essere stati vittime di aggressioni e intimidazioni, e le due nazioni interruppero i rapporti. Queste tensioni tra Argentina e Uruguay condizionarono tutto il calcio sudamericano, che visse un periodo povero d'incontri internazionali: nel 1935 la Federazione calcistica peruviana decise di tentare di ricucire i rapporti tra Argentina e Uruguay, organizzando un Campeonato Sudamericano "Extraordinario" a Lima. Il campionato fu quindi preparato dalla Federazione peruviana, e si tenne nel mese di gennaio: il vincitore della competizione avrebbe anche avuto diritto a partecipare al torneo olimpico di Berlino 1936. Alla competizione parteciparono Argentina, Cile, Perù e Uruguay: le gare si aprirono il 6 gennaio con la vittoria per 4-1 dell'Argentina sul Cile. Per la prima volta nella storia del Sudamericano furono autorizzate – seppur in via sperimentale – le sostituzioni; già al primo incontro ve ne furono due: una di esse riguardò Avilés, giocatore cileno che si infortunò nel corso dell'incontro con l'Argentina, e fu sostituito al 44º minuto da Enrique Sorrel; per l'Argentina Pajoni sostituì De Mare. Il Sudamericano fu vinto dall'Uruguay, grazie alla vittoria sui diretti rivali argentini per 3-0 ottenuta il 27 gennaio, data dell'ultima gara del torneo. Uruguay e Argentina rinunciarono a partecipare ai Giochi olimpici per difficoltà economiche, e fu il Perù a sostituirle.
Il Campeonato Sudamericano 1937 ebbe inizio il 27 dicembre 1936: tornò a partecipare il Brasile, che era assente dal torneo dall'edizione 1925. Proprio il Brasile fu uno dei protagonisti della competizione, che si svolse nuovamente in Argentina e vide scendere in campo 6 Nazionali: oltre alle due già citate, presero parte al Sudamericano le rappresentative di Cile, Paraguay, Perù e Uruguay. Tutte le gare si tennero a Buenos Aires, all'Estadio Gasómetro: il campionato vide una novità mai comparsa prima nel torneo, l'illuminazione artificiale, che permise di disputare partite anche dopo il crepuscolo. Anche le sostituzioni, già accolte in via sperimentale due anni prima in Perù, divennero una regola fissa del Sudamericano: furono consentiti fino a 3 cambi per incontro. Terminata la fase a gironi, Brasile e Argentina erano a pari punti, 8: pertanto, si dovette disputare un'ulteriore gara tra queste due Nazionali, uno spareggio per definire il vincitore del Sudamericano. La partita fu decisa ai tempi supplementari dalla doppietta di Vicente de la Mata.
L'edizione 1939 fu organizzata dal Perù. Il Brasile, in virtù del terzo posto ottenuto al campionato del mondo 1938, decise di non partecipare alla manifestazione, poiché la Federazione riteneva la sua Nazionale troppo superiore alle altre. Anche l'Argentina declinò l'invito, e, con la rinuncia della Bolivia, a Lima si presentarono 5 Nazionali: la novità era rappresentata dall'Ecuador, al suo esordio nel Sudamericano. Il 15 gennaio l'incontro tra Paraguay e Cile (5-1) inaugurò il Sudamericano: i padroni di casa peruviani debuttarono lo stesso giorno, superando l'Ecuador per 5-2 (tripletta di Teodoro Fernández). Proprio la Nazionale peruviana, guidata da Fernández e Alcalde, divenne la principale rivale dell'Uruguay, la più titolata Nazionale del Sudamerica; durante la competizione il Cile fu colpito dal terremoto di Chillán, che causò numerose vittime: la rappresentativa cilena, tuttavia, decise di rimanere in Perù e concludere la manifestazione; durante la gara tra Cile e Uruguay, il 29 gennaio, fu reso noto che i parenti della delegazione cilena erano tutti sopravvissuti. Il Perù batté l'Uruguay nell'ultima partita del torneo, giocatasi il 12 febbraio, e per la prima volta si laureò campione del Sud America: il CT Jack Greenwell, inglese, fu il primo e unico allenatore europeo a vincere il Campeonato Sudamericano, e Fernández fu il miglior marcatore della manifestazione con 7 reti. Il titolo di campione uscì quindi dai confini delle tre nazioni che si erano divise le vittorie nelle precedenti edizioni: Argentina, Brasile e Uruguay.
Mentre negli anni 1940 la Seconda guerra mondiale aveva bloccato il calcio in Europa, interrompendo tutte le competizioni, il Campeonato Sudamericano viveva un periodo di grande sviluppo, e proprio in quegli anni vide alcune delle edizioni più pregevoli. Nel 1941 il campionato venne assegnato al Cile, in occasione dei festeggiamenti per il 400º anniversario della fondazione di Santiago. Per ospitare il torneo venne approntato l'Estadio Nacional de Chile, di recente costruzione e dotato di 38 riflettori provenienti dagli Stati Uniti d'America per permettere le gare in notturna. La gara inaugurale fu Cile-Ecuador, che terminò 5-0 per i padroni di casa. Nell'incontro successivo, di fronte a circa 70.000 spettatori (secondo fonti giornalistiche dell'epoca 75.000), l'Uruguay batté l'Ecuador per 6-0; ai lati del campo da gioco erano anche presenti numerosi fotografi. L'edizione 1941 vide anche il debutto di Sergio Livingstone, che dal 1941 al 1953 assommò 34 presenze nella competizione, stabilendo il primato assoluto. Il campionato fu vinto dall'Argentina, che rimase imbattuta grazie alle 4 vittorie in altrettante partite: argentino fu pure il miglior marcatore, Juan Marvezzi.
L'edizione 1942 vide per la prima volta 7 Nazionali partecipanti: la manifestazione fu organizzata dall'Uruguay, che mise a disposizione l'Estadio Centenario quale sede unica degli incontri. Nell'incontro di esordio, il 10 gennaio, il Cile perse 6-1 contro l'Uruguay (dopo essere andato in vantaggio), mentre l'11 gennaio l'Argentina superò il Paraguay per 4 reti a 3. Dopo la sconfitta per 6-1 con il Brasile, il Cile decise di richiamare Livingstone, fermato a Santiago per problemi di passaporto, affinché giocasse in porta, sostituendo Fernández e Ibáñez. Il 22 gennaio l'Argentina sconfisse l'Ecuador per 12-0 (6 gol per tempo), stabilendo così il primato per numero di gol segnati in un incontro e per la vittoria con il maggior scarto. Dopo che ciascuna selezione ebbe giocato 6 incontri, la classifica vide primeggiare l'Uruguay, con 12 punti, contro i 10 dell'Argentina: la Nazionale celeste si aggiudicò così il titolo di campione.

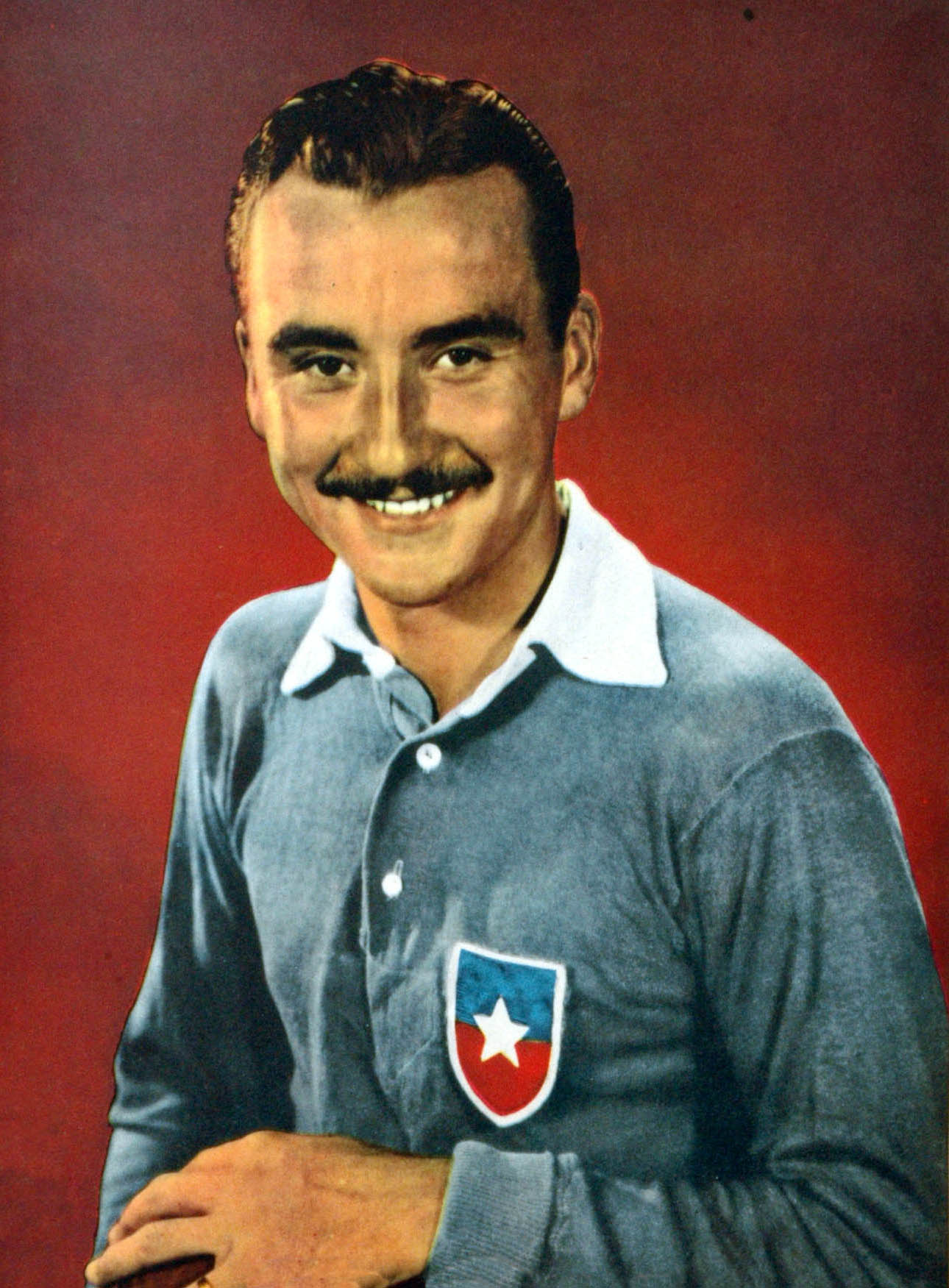
Sergio Livingstone, primatista assoluto di presenze nella competizione

Il campionato 1945 fu assegnato al Cile in un periodo in cui, anche a causa della guerra, le attività delle Nazionali sudamericane erano quasi sospese. La competizione del 1945, così come la successiva, fu considerata un "Campeonato Extraordinario", cioè un'edizione al di fuori della regolare alternanza di anni e sedi e al cui termine non veniva assegnata la coppa. Fu inoltre uno dei campionati con il miglior contenuto tecnico, e vide l'esordio della Colombia, che aveva giocato il suo primo incontro come Nazionale nel 1938; Paraguay e Perù non parteciparono per alcune divergenze con la Federazione cilena. Anche a livello tattico vi fu un cambiamento: il Cile di Platko si schierò seguendo il sistema, anziché il tradizionale metodo. Le Nazionali protagoniste furono Argentina e Brasile, che presentavano due squadre ricche di giocatori di primo piano: Norberto Méndez, Mario Boyé, Rinaldo Martino e René Pontoni per i bianco-celesti; Tesourinha, Zizinho, Jair ed Heleno de Freitas per il Brasile. Il 14 gennaio al Nacional di Santiago iniziò il torneo: il Cile superò per 6-3 l'Ecuador. Il 18 gennaio l'Argentina sconfisse la Bolivia per 4-0, mentre il Brasile batté la debuttante Colombia per 3 reti a zero. Grazie alla vittoria per 3-1 nel confronto diretto con i rivali brasiliani, l'Argentina ottenne il titolo (11 punti contro 10 in classifica finale), mentre il Cile, grazie anche alle prestazioni del portiere Livingstone, chiuse al terzo posto.
In occasione del Sudamericano 1946 fu nuovamente l'Argentina a ospitare la competizione, che ancora una volta si teneva a carattere "straordinario" (e fu denominato infatti Extraordinario). La città sede di tutti gli incontri fu Buenos Aires, e furono utilizzati tre stadi. Questa edizione presentò alcune novità: per la prima volta il Cile si presentava con un cileno in panchina, Luis Tirado, e con una rosa piuttosto rimaneggiata rispetto al torneo del 1945; la Bolivia gareggiò in divisa a strisce bianco-nere, anziché vestendo la classica casacca bianca, che la aveva accompagnata per tutte le competizioni precedenti: la nuova maglia si ispirava ai colori della selezione dipartimentale di Cochabamba. Il Brasile giunse a Buenos Aires direttamente da Montevideo, dove era stato per disputare una gara di Copa Rio Branco con l'Uruguay, terminata con il ritiro dal campo dei brasiliani per via di alcuni problemi con gli agenti di polizia presenti allo stadio. L'Argentina cambiò diversi elementi rispetto alla rosa dell'anno precedente; fu proprio la selezione bianco-celeste a inaugurare il torneo, superando per 2-0 il Paraguay; quattro giorni dopo Brasile e Bolivia si affrontarono, e furono i brasiliani (allora ancora in divisa bianco-blu) a vincere l'incontro per 3-0. Le Nazionali di Brasile e Argentina, che si confermavano le più forti del continente, si contesero il titolo fino all'ultima giornata, che prevedeva, il 10 febbraio, lo scontro diretto. L'ultimo incontro si tenne al Monumental, con 80.000 spettatori sulle tribune: all'Argentina bastava il pareggio per aggiudicarsi il trofeo, mentre il Brasile doveva obbligatoriamente vincere. L'ambiente, già turbolento per via dei precedenti tra le due selezioni, si riscaldò ulteriormente allorché l'argentino Salomón, nel tentativo di contrastare Jair, si ruppe una gamba: il campo fu invaso dai tifosi e da alcuni agenti di polizia, e i brasiliani dovettero riparare negli spogliatoi. La situazione era nel frattempo divenuta poco controllabile, e il commissario di polizia chiese ai brasiliani di tornare in campo, in modo da poter concludere l'incontro ed evitare una possibile rivolta dei tifosi. Dopo una sospensione di circa 70 minuti, la gara riprese e gli argentini vinsero per 2-0; in seguito a questi episodi i rapporti tra le federazioni dei due paesi si interruppero.

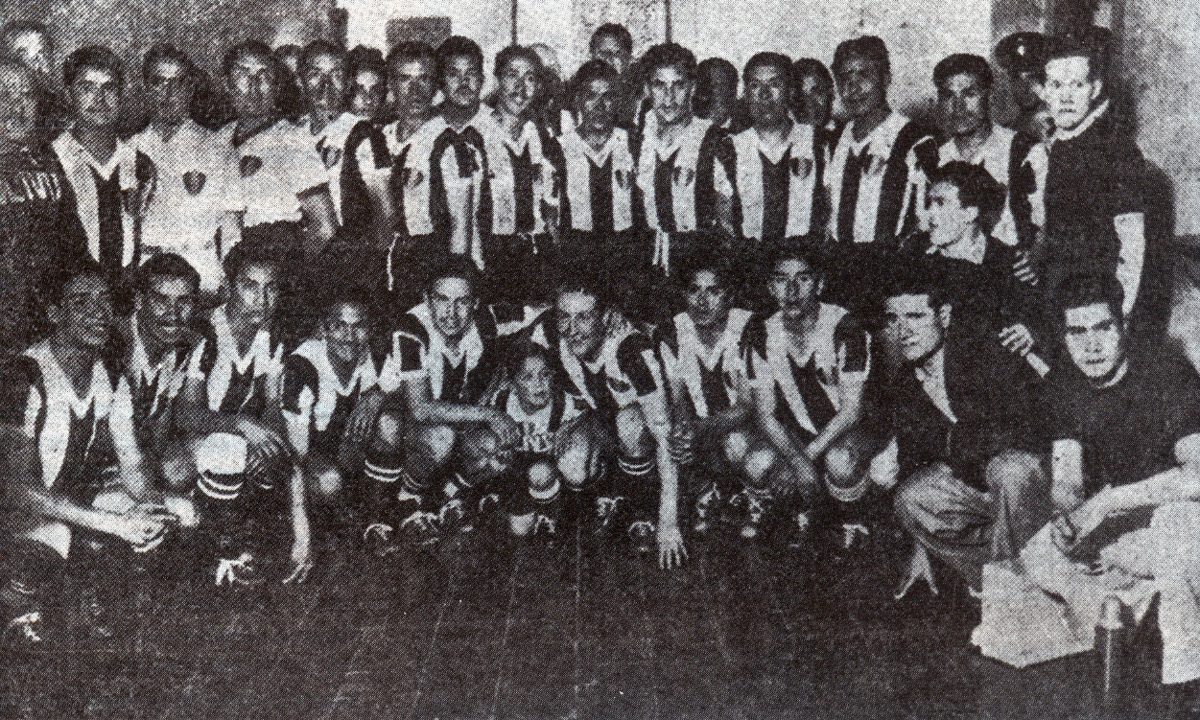
La Nazionale boliviana nel 1946, con l'inedita divisa bianco-nera

L'edizione 1947 vide un nuovo Paese organizzatore: l'Ecuador, alla sua prima volta come sede di un Sudamericano. Quale città ospitante fu scelta Guayaquil; inizialmente il torneo era programmato per i primi mesi dell'anno, ma la Federazione ecuadoriana decise, poco dopo l'assegnazione, di organizzarlo tra novembre e dicembre. Il Brasile decise di non partecipare, e così a disputarsi la vittoria furono 8 selezioni nazionali. Ad aprire la manifestazione all'Estadio George Capwell fu la partita tra Ecuador e Bolivia, terminata 2-2; l'Argentina del debuttante Alfredo Di Stéfano vinse 6 partite su 7, e pareggiò quella con il Cile (1-1): imbattuta, la Nazionale bianco-celeste ottenne il terzo titolo consecutivo, unica squadra a raggiungere tale traguardo nella storia della competizione.
Nel 1949 il campionato tornò in Brasile, dopo l'edizione del 1922. Il Paese lusofono, cui era stata assegnata anche l'organizzazione del campionato del mondo 1950, utilizzò il Sudamericano quale "prova generale" della futura rassegna mondiale. Alla competizione mancò del tutto la Nazionale argentina, in cattivi rapporti con la Federazione brasiliana per via dei fatti del 1946 e alle prese con problemi interni causati da uno sciopero dei giocatori; anche l'Uruguay esperiva problemi di simile natura e, a causa dello sciopero dei propri migliori calciatori, la Federazione decise di mandare in Brasile una squadra composta da elementi giovani, assimilabile a una Nazionale "di riserve". L'assenza delle due principali rivali continentali contribuì a rendere più agevole il cammino del Brasile, che alla fine della competizione si aggiudicò il titolo, segnando un gran numero di reti: 39 nella fase a girone unico più 7 nello spareggio per il titolo, per un totale di 46, primato assoluto per il Sudamericano.

### Le ultime edizioni del "Campeonato Sudamericano" (1953-1967)

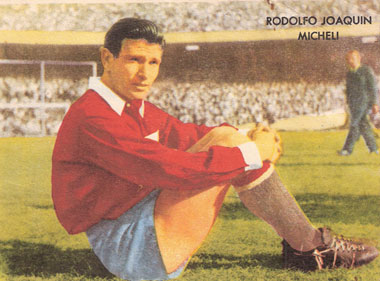
Rodolfo Micheli, capocannoniere nel 1955

Nel 1953, a quattro anni dall'ultima edizione, venne organizzato il primo Sudamericano degli anni '50: quale paese ospitante era stato selezionato il Paraguay, ma la Federazione rifiutò il compito per mancanza di infrastrutture adeguate: pertanto, si decise di tenere il torneo in territorio peruviano, e allo scopo venne scelta la città di Lima. Al torneo mancò l'Argentina, il cui calcio era stato colpito dall'esodo dei giocatori avvenuto in seguito allo sciopero del 1948-1949 (molti calciatori si trasferirono in Colombia, paese che attraversava il periodo dell'El Dorado); a quella dell'Argentina si aggiunse anche la defezione della Colombia. Ad aprire la manifestazione fu, il 22 febbraio, la gara tra Bolivia e Perù, terminata 1-0 per i boliviani; il Paraguay debuttò tre giorni dopo, sconfiggendo il Cile per 3-0. Alla fine del girone unico Brasile e Paraguay erano entrambi a 8 punti, e dovettero disputare uno spareggio per il titolo, come nell'edizione precedente: questa volta fu però il Paraguay a vincere la coppa, superando i brasiliani per 3-2. La vittoria del 1953 fu la prima per il Paraguay; Heriberto Herrera, difensore della selezione bianco-rossa, fu nominato miglior giocatore del torneo.
Il Cile, paese in rapida crescita dal punto di vista calcistico, fu designato quale paese ospitante dell'edizione 1955 del Campeonato Sudamericano. L'assegnazione avvenne nel mese di gennaio 1955, con il torneo programmato per febbraio: questa decisione tardiva creò qualche difficoltà agli organizzatori, che dovettero, in breve tempo, approntare l'Estadio Nacional e l'Hotel Kent, struttura alberghiera deputata a ospitare le delegazioni partecipanti. Tuttavia, il Cile stesso riuscì a mettere insieme una Nazionale con buoni giocatori, e il ritorno dell'Argentina dopo circa 10 anni aumentò il livello di competitività del torneo. Bolivia, Brasile e Colombia declinarono l'invito a partecipare, e il Sudamericano si tenne tra 6 squadre; Cile-Ecuador 7-1 aprì il campionato il 27 febbraio. La Nazionale di casa ebbe concrete possibilità di vittoria, arrivando a disputare il titolo all'Argentina: la gara decisiva tra le due selezioni, tenutasi il 30 marzo, vide l'Argentina sconfiggere il Cile con gol di Rodolfo Micheli, che approfittò di una respinta corta di Escuti su tiro di Labruna. L'Argentina ottenne così il 10º titolo della sua storia.
All'Estadio Centenario di Montevideo si tenne il Sudamericano 1956. In questa edizione il trofeo non fu messo in palio, giacché si trattava di una edizione a carattere straordinario. Non parteciparono Bolivia, Colombia ed Ecuador: le sei Nazionali furono inserite, come d'abitudine, in un girone unico. L'Argentina presentò una squadra rimaneggiata rispetto al precedente campionato, mentre il Brasile iniziava a formare l'ossatura della rosa che vinse il campionato del mondo 1958. Anche il Cile inviò una selezione ricca di giocatori validi, tanto che venne considerata una delle migliori mai schierate dal Paese in un Sudamericano. La manifestazione fu inaugurata da Uruguay-Paraguay 4-2, il 21 gennaio; il Cile superò il Brasile per 4-1 il 24 gennaio, ottenendo il primo successo contro la selezione verde-oro in 40 anni di gare. L'Uruguay riuscì a rimanere imbattuto, cogliendo 4 vittorie e 1 pareggio in 5 gare, e concluse in cima alla classifica, aggiudicandosi il titolo.

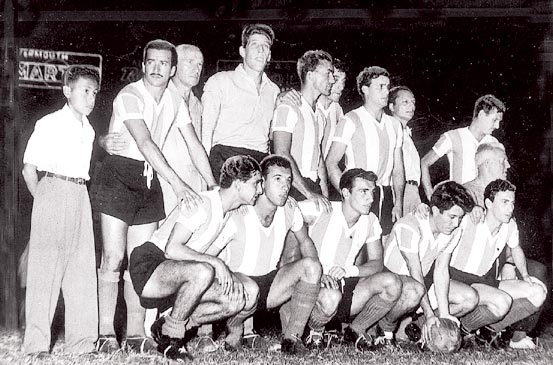
L'Argentina nel 1957

Il Campeonato Sudamericano 1957 fu una delle edizioni più ricche dal punto di vista dello spettacolo e del valore tecnico. Per la quinta volta la competizione si tenne in Perù, all'Estadio Nacional di Lima. Il Brasile poté contare su una squadra in cui spiccavano i nomi di Garrincha e Didi, mentre l'Argentina aveva destato scarso interesse nel suo pubblico prima di partire per il Perù. La prima partita fu Uruguay-Ecuador 5-2, il 7 marzo; l'Argentina debuttò il 13 marzo contro la Colombia, sconfiggendola per 8-2 (4 reti di Humberto Maschio). Il Brasile esordì superando il Cile per 4-2; Argentina e Brasile furono le protagoniste del torneo: entrambe le Nazionali segnarono un gran numero di gol. Durante la gara tra Cile e Uruguay vi furono dei disordini: il pubblico presente allo stadio, che sosteneva il Cile, invase il campo allorché Ambrois, autore del gol dell'Uruguay, aveva esultato mostrando la propria maglia alla tribuna con un gesto provocatorio: gli spettatori lasciarono le tribune e si riversarono sul terreno di gioco, aggredendo gli uruguaiani; solo dopo la mezzanotte la Nazionale celeste poté lasciare lo stadio, scortata dalla polizia.
L'incontro decisivo risultò essere Argentina-Brasile, del 3 aprile: di fronte a 55.000 spettatori la Nazionale bianco-celeste sconfisse i rivali con gol di Angelillo, Maschio e Cruz, compiendo un passo determinante per la vittoria del titolo. L'Argentina seppe combinare efficacia offensiva (25 gol segnati, miglior attacco) e perizia difensiva (le 6 reti subìte da Domínguez e Roma la resero la miglior difesa); in particolare la linea d'attacco, composta da Corbatta, Maschio, Angelillo, Sívori e Cruz si mise in mostra per le sue capacità, ricevendo il soprannome di ángeles de las caras sucias (gli angeli dalla faccia sporca), o semplicemente Carasucias (quelli con la faccia sporca): benché i cinque abbiano giocato insieme solo in 6 partite ufficiali, sono ricordati come uno dei migliori reparti offensivi della storia della Nazionale argentina. Il torneo del 1957 si segnalò anche per l'assenza di arbitri sudamericani; difatti, tutti i direttori di gara erano europei: gli inglesi Cross, Davis, Lynch e Turner, l'italiano Di Leo e l'austriaco Hieger, il più presente con 6 incontri diretti.
Nel 1959, per la prima e unica volta nella storia, si disputarono due edizioni del Sudamericano. La prima di esse si svolse in Argentina, a Buenos Aires: parteciparono 7 delle 9 Nazionali della CSF, poiché Colombia ed Ecuador si ritirarono. Fu la settima volta che il torneo si tenne in Argentina: la squadra campione in carica, la Nazionale argentina, cambiò numerosi elementi rispetto all'anno precedente, anche a causa del negativo esito della partecipazione al campionato del mondo 1958. La competizione fu aperta il 7 marzo da Argentina-Cile, che terminò 6-1 per i padroni di casa: la Nazionale cilena aveva subìto numerosi rinnovamenti in vista del Mondiale 1962, e si era presentata al Sudamericano con una rosa dall'età media piuttosto bassa. Il giorno seguente l'Uruguay batté la Bolivia per 7-0, mentre il Brasile esordì il 10 marzo pareggiando per 2-2 con il Perù. La selezione verde-oro, guidata da Vicente Feola, utilizzò 12 dei giocatori che avevano vinto il Mondiale 1958, tra cui Pelé, alla sua unica partecipazione a un Sudamericano. Durante la partita con l'Uruguay vi fu uno scontro generale tra le due squadre, che coinvolse anche le commissioni tecniche: dopo un diverbio, tra gli uruguaiani Mirto Davoine e William Martínez e i brasiliani Pelé, Almir Pernambuquinho e Orlando Peçanha si scatenò una colluttazione, che in breve tempo si estese anche alle due panchine; ci volle quasi un'ora per placare le ostilità. Ad aggiudicarsi il titolo fu ancora l'Argentina, che concluse imbattuta come il Brasile, ma con un punto in più.

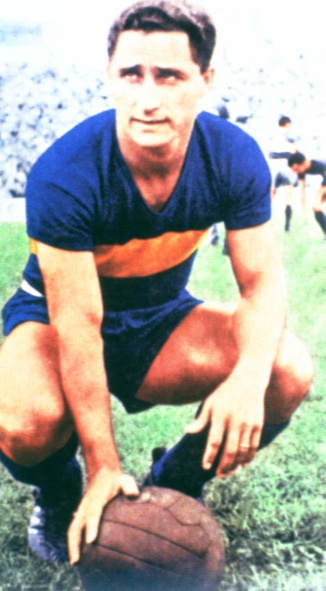
José Sanfilippo, miglior marcatore del secondo torneo del 1959

Il secondo Sudamericano del 1959 fu un campionato "Extraordinario", cioè senza che la coppa venisse messa in palio, e si tenne in Ecuador per celebrare l'inaugurazione dell'Estadio Modelo di Guayaquil. Le partecipanti furono solo 5: questa manifestazione fu considerata di minore levatura rispetto alla precedente edizione, tanto che il Brasile inviò una selezione dello stato del Pernambuco e Bolivia, Cile, Colombia e Perù non si presentarono; anche le altre Nazionali inviarono rappresentative sperimentali, e questo portò a un torneo dai contenuti tecnici limitati. Il 5 dicembre 1959 il Brasile inaugurò la competizione, superando per 3-2 il Paraguay; l'Uruguay debuttò contro l'Ecuador, superandolo per 4-0 prima che l'incontro venisse sospeso per intemperanze dei tifosi; l'Argentina sconfisse il Paraguay per 4-2 il 9 dicembre. L'Uruguay vinse il titolo con 3 vittorie e 1 pareggio in 4 partite, nonché con miglior attacco e miglior difesa: 13 gol fatti, 1 subìto.
Nel 1963 il Sudamericano fu organizzato per la prima volta dalla Bolivia, nelle città di Cochabamba e La Paz: l'altura degli stadi che ospitano le partite rappresentò una novità per le altre Nazionali, abituate a giocare a basse altitudini. Come nel secondo torneo del 1959, quasi tutte le Nazionali più importanti scelsero di non partecipare con i loro migliori giocatori: l'Uruguay rifiutò l'invito a prendere parte alla competizione, l'Argentina inviò una squadra di calciatori meno affermati, mentre il Brasile formò una rappresentativa composta dai giocatori della Selezione dello stato del Minas Gerais, con alcuni giocatori di Rio e San Paolo a integrare i ranghi. A questi fattori s'aggiunse l'alta quota, che favorì i padroni di casa boliviani: per la prima e unica volta nella storia, la Bolivia vinse il Sudamericano, superando il Paraguay di due punti nella classifica finale (11 contro 9); la Nazionale dalla maglia verde registrò anche il miglior attacco del torneo, con 19 gol.
Nel 1967 si disputò l'ultimo torneo con il nome "Campeonato Sudamericano"; quale paese ospitante fu scelto l'Uruguay. L'edizione 1967 vide un aumento della qualità tecnica rispetto ai due campionati precedenti, benché mancasse il Brasile: per la prima volta partecipò il Venezuela, che si era iscritto nel 1952 alla CSF, e il conseguente incremento del numero di Nazionali portò all'organizzazione di un turno eliminatorio preliminare, per la prima volta nella storia del torneo. Dagli scontri tra Cile e Colombia e Ecuador-Paraguay, tenutisi tra il novembre e il dicembre 1966, uscirono vittoriosi Cile e Paraguay, che poterono così prendere parte alla fase finale. Il torneo fu aperto il 17 gennaio da Uruguay-Bolivia 4-0; il Venezuela giocò il suo primo incontro in assoluto il 18 gennaio contro il Cile: poiché le divise delle due Nazionali avevano colori simili, il Venezuela dovette giocare indossando la tenuta del Peñarol. La vittoria finale andò all'Uruguay, che con 4 vittorie e 1 pareggio in 5 gare riuscì a superare d'un punto l'Argentina (9 contro 8).

### L'avvento della "Copa América": le edizioni senza sede fissa (1975-1983)
Dopo il Sudamericano 1967 la competizione si fermò per otto anni. Con un congresso tenutosi a Bogotà il 17 marzo 1972 la CSF decise di organizzare una nuova edizione nel 1975, cambiando radicalmente la formula e il nome del torneo: per la prima volta si disputò la Copa América. Si abbandonò la sede fissa e, similmente a quanto accadeva nei tornei sudamericani di qualificazione ai Mondiali, le Nazionali furono divise in tre gironi da 3 squadre ciascuno, con partite di andata e ritorno: le prime classificate e la selezione campione in carica si qualificavano alle semifinali. Fu la prima occasione in cui parteciparono tutti e 10 i membri della CSF e le principali Nazionali, dopo un periodo in cui avevano lasciato da parte il torneo continentale inviando formazioni di ripiego, tornarono a schierare i propri migliori elementi. Il sorteggio mise Argentina e Brasile nello stesso girone, insieme al Venezuela: l'Argentina sconfisse la selezione vinotinto per 11-0 in casa, avvicinandosi al record di 12-0 stabilito nel 1942 contro l'Ecuador, e 5-1 in trasferta, mentre gli scontri diretti tra Argentina e Brasile si concludono in parità, con una vittoria per parte: fu però il Brasile a qualificarsi come prima del girone. Nel secondo gruppo il Perù, che schierava alcuni giocatori di primo piano, vinse 3 delle 4 gare, pareggiando la restante (1-1 con il Cile), e ottenne la qualificazione alle semifinali. La Colombia vinse il terzo girone con 4 vittorie su 4, 7 reti segnate e una sola subìta; alle semifinali ebbero accesso, pertanto, Brasile, Colombia, Perù e Uruguay (campione in carica e ammesso quindi di diritto). La finale tra Colombia e Perù vide la vittoria della Nazionale bianco-rossa, che, avendo ribaltato la sconfitta per 1-0 patita a Bogotá, si affermò nello spareggio di Caracas con gol di Hugo Sotil.
L'edizione 1979 ricalcò la formula del torneo precedente. Il torneo iniziò nel mese di luglio: i tre gironi furono composti da Cile, Colombia e Venezuela (gruppo 1); Argentina, Bolivia e Brasile (gruppo 2); Ecuador, Paraguay e Uruguay (gruppo 3). L'Argentina, vincitrice del campionato del mondo 1978, scelse di partecipare con una squadra sperimentale, con Daniel Passarella punto di riferimento per i giovani componenti della rosa. Il primo girone fu appannaggio del Cile, che superò la Colombia grazie alla miglior differenza reti (ottenuta principalmente nella vittoria per 7-0 sul Venezuela); il secondo fu vinto dal Brasile, che portò in Coppa gran parte della squadra che prese parte al campionato del mondo 1982: la formazione verde-oro precedette per un punto la Bolivia; il terzo vide primeggiare il Paraguay, con 6 punti (2 vittorie e 2 pareggi su 4 incontri). Il Perù campione in carica andò a completare i quadri delle semifinali: Perù-Cile e Paraguay-Brasile. Il Cile sconfisse il Perù grazie alla vittoria ottenuta a Lima; il CT cileno Luis Santibáñez, nominato nel 1977, era determinato a seguire una "linea verde", orientata cioè al largo utilizzo di giovani: nel corso del torneo, però, impiegò anche alcuni giocatori d'esperienza. Nell'altra semifinale il Paraguay superò il Brasile (2-1 ad Asunción e 2-2 a Rio de Janeiro), giocando con tenacia e organizzazione tattica. La finale vide perciò contrapposti Cile e Paraguay: le gare di andata e ritorno videro una vittoria a testa, e anche lo spareggio si concluse 0-0 dopo i tempi supplementari; il Paraguay si laureò campione per miglior differenza reti (3-1), secondo il regolamento della competizione. Il successo della Nazionale paraguaiana seguì i successi a livello di club del Paese, che aveva vinto la Libertadores con l'Olimpia.
Anche la Coppa America 1983 si svolse come le due precedenti edizioni: questo torneo fu l'ultimo a non prevedere una sede fissa. Ancora una volta Argentina e Brasile finirono sorteggiati nello stesso girone, il 2, insieme all'Ecuador; il Cile del nuovo tecnico Luis Ibarra, profondamente rinnovato e ricco di debuttanti, venne incluso nel girone con Uruguay e Venezuela; Il terzo gruppo vedeva Bolivia, Colombia e Perù disputarsi l'ingresso alle semifinali. Il vincitore del gruppo 1 fu l'Uruguay, che vinse 3 delle 4 partite (perse 2-0 contro il Cile); a primeggiare nel gruppo 2 fu il Brasile, che riuscì a superare l'Argentina per la miglior differenza reti (+5 contro +1); l'Argentina era riuscita, per la prima volta dopo 13 anni, a superare il Brasile, battendolo a Buenos Aires con gol di Ricardo Gareca. Il girone 3 vide il Perù classificarsi al primo posto, con 6 punti, mentre la Colombia giunse seconda con 4 lunghezze. Alle semifinali passarono quindi Brasile, Paraguay (campione in carica e quindi ammesso direttamente), Perù e Uruguay: gli abbinamenti videro formarsi le coppie Perù-Uruguay e Paraguay-Brasile. L'Uruguay, guidato da Enzo Francescoli, eliminò il Perù grazie alla vittoria per 1-0 a Lima (Rodolfo Rodríguez parò un rigore al capocannoniere della manifestazione Franco Navarro); tra Brasile e Paraguay vi furono due pareggi, il primo per 1-1 ad Asunción, il secondo per 0-0 a Uberlândia: pertanto, secondo il regolamento, si dovette procedere per sorteggio, visto che non esistevano altre discriminanti. L'estrazione favorì il Brasile, che affrontò in finale gli uruguaiani: il successo per 2-0 a Montevideo fu decisiva per la vittoria finale dell'Uruguay, che a Salvador pareggiò per 1-1 e ottenne il titolo.

### Gli anni ottanta e novanta (1987-1999)

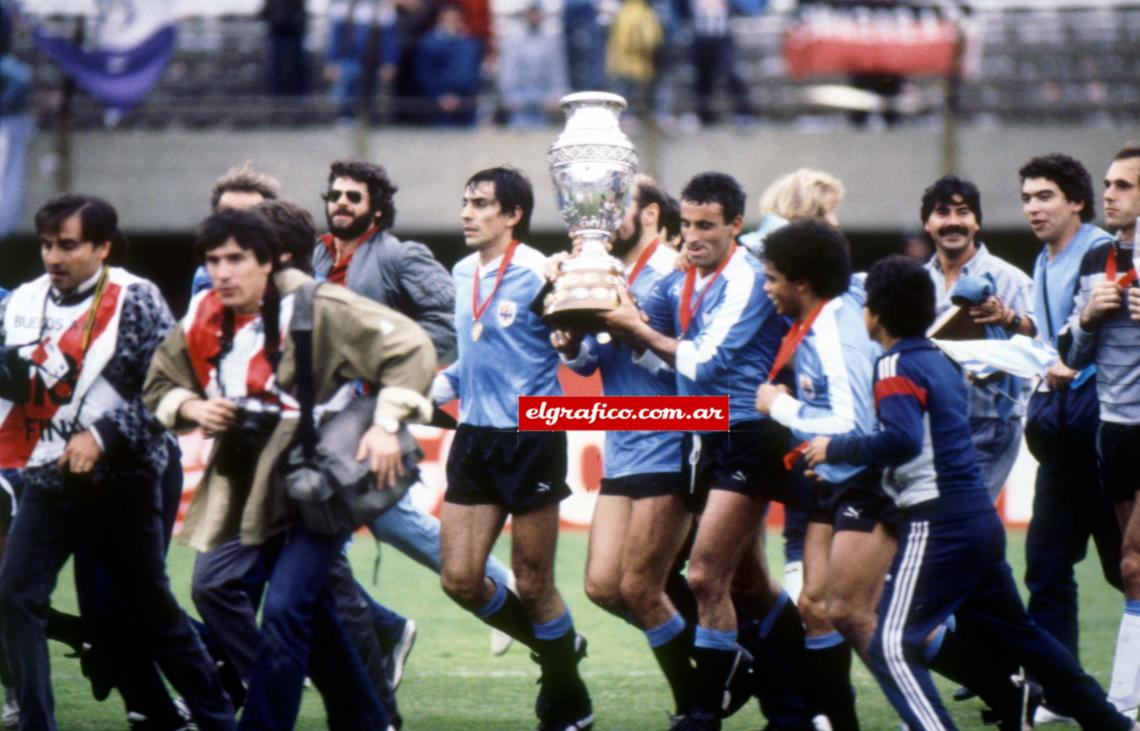
La nazionale uruguaiana festeggia la vittoria dell'edizione 1987

Nel 1987 la Coppa tornò a essere organizzata in un solo paese; la CSF scelse l'Argentina, anche per celebrare la vittoria della Nazionale bianco-celeste al campionato del mondo 1986. L'Argentina tornò quindi a ospitare una competizione continentale dopo 28 anni, e per l'occasione furono selezionate tre città: Buenos Aires, Córdoba e Rosario; per la prima volta una Coppa con sede in terra argentina si tenne in altre città oltre alla capitale. Il torneo del 1987 inaugurò la cadenza biennale, che continuò fino al 2001. I favoriti di questa edizione furono gli uruguaiani, campioni del Sud America in carica, ma ciascuna Nazionale presentò una rosa dotata di almeno uno-due giocatori di primo piano, tanto che il livello tecnico dell'edizione 1987 fu molto alto. Come nelle tre Coppe precedenti, le squadre partecipanti furono divise in tre gironi, ognuno con tre compagini; i sorteggi determinarono le seguenti composizioni: gruppo A, Argentina, Ecuador e Perù; gruppo B, Brasile, Cile, Venezuela; gruppo C, Bolivia, Colombia e Paraguay. A vincere i gironi, guadagnando quindi le semifinali, furono Argentina, Cile (vincitore grazie al 4-0 sul Brasile a Córdoba) e Colombia; come d'abitudine, i campioni in carica dell'Uruguay passarono direttamente in semifinale, dove sconfissero l'Argentina per 1-0 (gol di Antonio Alzamendi). Il Cile batté invece la Colombia ai supplementari per 2-1, dopo che i tempi regolamentari si erano chiusi sullo 0-0. Vi fu anche la prima volta della finale per il terzo posto, giocata al Monumental e vinta dalla Colombia per 2-1; la finalissima vide la vittoria dell'Uruguay sul Cile, grazie al gol di Pablo Bengoechea. Quella del 1987 fu l'ultima Coppa in cui alla Nazionale campione in carica fu garantito l'accesso diretto in semifinale, poiché fu ritenuto un vantaggio eccessivo.
Nel 1989 fu il Brasile a ospitare la Coppa, in occasione del 75º anniversario della fondazione della CBF; anche questa edizione vide la partecipazione molti giocatori di alto livello tecnico come, ad esempio, Claudio Caniggia, Rubén Sosa, Rubén Paz, Bebeto e Romário. La formula cambiò: dai tre gironi da tre squadre si passò a due gruppi da cinque, eliminando anche la regola che prevedeva l'accesso diretto in semifinale ai campioni in carica; inoltre, la fase finale a eliminazione diretta fu sostituita da un girone a 4 squadre. Il gruppo A fu composto da Brasile, Colombia, Paraguay, Perù e Venezuela; il gruppo B incluse Argentina, Bolivia, Chile, Ecuador e Uruguay. Le prime gare furono Paraguay-Perù (5-2) e Brasile-Venezuela (3-1), entrambe disputate il 1º luglio. Ad accedere al girone finale erano le prime due di ogni gruppo: il girone A vide primeggiare il Paraguay, con gli stessi punti del Brasile ma con miglior differenza reti; il girone B fu vinto dall'Argentina, con l'Uruguay secondo sempre per differenza reti. Il girone finale si tenne interamente a Rio de Janeiro, al Maracanã: il Brasile vinse tutte e 3 le partite, senza subire gol, e ottenne il titolo dopo 40 anni.
Il Cile fu la sede della Coppa America 1991; la formula fu la stessa dell'edizione precedente, visto il successo riscontrato. I gironi erano così formati: gruppo A, Argentina, Cile, Paraguay, Perù e Venezuela; gruppo B, Bolivia, Brasile, Colombia, Ecuador e Uruguay. La Coppa si aprì il 6 giugno all'Estadio Nacional di Santiago con Cile-Venezuela (2-0) e Paraguay-Perù (1-0); il giorno dopo debuttarono a Valparaíso le squadre del gruppo B, con Colombia-Ecuador (1-0) e Uruguay-Bolivia (1-1). La fase iniziale vide la qualificazione di Argentina e Cile (prime due del gruppo A) e Colombia e Brasile (prime due del gruppo B): le squadre si spostarono tutte a Santiago per il girone finale. L'Argentina, con due vittorie e un pareggio, ottenne il primo posto e tornò a vincere la Coppa dopo l'ultimo successo del 1959. La squadra bianco-celeste non poté contare su Maradona, squalificato per doping (cocaina), e si affidò all'attacco composto da Caniggia e Batistuta: quest'ultimo divenne il miglior marcatore del torneo, con 6 gol.
L'edizione 1993 vide due novità: per la prima volta la CSF invitò due Nazionali non affiliate alla Confederazione – in questa occasione Messico e Stati Uniti, membri della CONCACAF – e aumentò il numero dei partecipanti da 10 a 12. La formula fu modificata, e i gironi da 2 divennero 3: ciascun gruppo includeva 4 squadre, e a qualificarsi erano le prime due di ogni girone, più le due migliori terze; furono inoltre reintrodotti quarti di finale, semifinali, finale per il 3º posto e finalissima, che rimpiazzarono il girone finale da 4 utilizzato nelle ultime due Coppe. Il paese ospitante fu l'Ecuador, che approntò 6 stadi in altrettante città. Questa la composizione dei gironi: Gruppo A, Ecuador, Stati Uniti, Uruguay e Venezuela; gruppo B, Brasile, Cile, Paraguay e Perù; gruppo C, Argentina, Bolivia, Colombia e Messico. Ad aprire la manifestazione fu Ecuador-Venezuela 6-1, giocata a Quito il 15 giugno. A qualificarsi furono Ecuador, Uruguay, Perù, Brasile, Colombia e Argentina, oltre alle due migliori terze Paraguay e Messico. In finale giunsero Argentina e Messico, e a decidere l'incontro fu Batistuta, che con una doppietta permise ai bianco-celesti di superare i centro-americani per 2-1. Il capocannoniere fu, per la prima volta nella storia, un venezuelano, José Dolgetta: per il Venezuela fu un risultato di rilievo visti i risultati negativi ottenuti nelle partite di Coppa America, che lo individuavano storicamente quale Nazionale più debole del continente.
L'Uruguay ospitò l'edizione 1995, organizzando il torneo per la settima volta. La Federazione uruguaiana preparò 4 stadi in 4 città: Maldonado, Montevideo, Paysandú, Rivera; la formula fu la stessa dell'edizione precedente. I gironi furono così composti: girone A, Messico, Paraguay, Uruguay e Venezuela; girone B, Brasile, Colombia, Ecuador, Perù; girone C, Argentina, Bolivia, Cile e Stati Uniti. Le due formazioni invitate furono nuovamente Messico e Stati Uniti; la manifestazione fu aperta da Uruguay-Venezuela 4-1, il 5 luglio a Montevideo. A passare il turno furono Uruguay, Paraguay, Brasile, Colombia, Stati Uniti e Argentina; a queste si aggiunsero Messico e Bolivia quali migliori terze. L'Argentina, allenata da Daniel Passarella, accusò un calo di rendimento che la portò a perdere contro gli USA per 3-0 nella fase a gironi, e venne poi eliminata dal Brasile. Le semifinali videro le vittorie dell'Uruguay sulla Colombia (2-0) e del Brasile sugli USA (1-0); il terzo posto andò ai colombiani, che superarono gli statunitensi per 4-1 nella finale del 22 luglio. La finalissima fu disputata da Uruguay e Brasile: il pareggio per 1-1 rese necessari dapprima i tempi supplementari, e poi i tiri di rigore: fu decisivo il portiere Fernando Alvez, che parò il rigore di Túlio permettendo all'Uruguay di vincere il titolo (7º in 7 edizioni disputate in casa, un record). Per la prima volta un giocatore centro-americano fu capocannoniere della Coppa: si trattò del messicano Luis García, autore di 4 gol.
Nel 1997 la Coppa America si tenne in Bolivia, per la seconda volta dopo l'edizione 1963. Tra le Nazionali invitate vi fu una novità, la Costa Rica, alla sua prima partecipazione al torneo; i gironi furono sorteggiati il 17 dicembre 1996, e furono così composti: gruppo A, Argentina, Cile, Ecuador e Paraguay; gruppo B, Bolivia, Perù, Uruguay e Venezuela; gruppo C, Brasile, Colombia, Costa Rica e Messico. L'11 giugno si aprì la manifestazione, con Paraguay-Cile (1-0); i gironi videro qualificarsi Ecuador, Argentina, Bolivia, Perù, Brasile e Messico, insieme alle migliori terze Paraguay e Colombia. L'Uruguay campione in carica non riuscì a qualificarsi, anche in virtù della scarsa efficacia offensiva. L'Argentina fu eliminata ai quarti dal Perù: la Nazionale bianco-celeste aveva presentato una selezione di giocatori non di primo piano; non fu l'unica Nazionale a utilizzare squadre sperimentali composte da riserve, poiché la Coppa America si svolgeva in concomitanza con le qualificazioni sudamericane al campionato del mondo 1998, che per la prima volta erano organizzate in un girone unico da 9 squadre; il Brasile, campione del mondo in carica, poté utilizzare tutti i suoi migliori giocatori, visto che non doveva disputare il torneo di qualificazione. Fu proprio la Nazionale verde-oro a vincere la Coppa America, per la prima volta al di fuori dei propri confini nazionali, superando per 3-1 la Bolivia in finale (gli andini raggiunsero la finale come nel 1963), con Ronaldo in evidenza per tutta la manifestazione.
Nel 1999 il Paraguay ospitò per la prima volta la Coppa, offrendo 4 sedi in altrettanti città. In questa Coppa apparve per la prima volta una partecipante asiatica, il Giappone, invitato dalla CONMEBOL insieme al Messico, presenza consueta delle precedenti edizioni. Il sorteggio, effettuato ad Asunción il 15 dicembre 1998, stabilì i seguenti gironi: gruppo A, Bolivia, Giappone, Paraguay e Perù; gruppo B, Brasile, Cile, Messico e Venezuela; gruppo C, Argentina, Colombia, Ecuador e Uruguay. La gara inaugurale fu Perù-Giappone 3-2, il 29 giugno 1999; il giapponese Wagner Lopes segnò la prima rete del torneo al 6º minuto dell'incontro. Paraguay e Perù passarono il primo girone; Brasile e Messico furono le prime due classificate del gruppo B, mentre nel gruppo C Colombia e Argentina ottennero l'accesso ai quarti; Cile e Uruguay furono le migliori terze. Il 4 luglio contro la Colombia l'argentino Martín Palermo stabilì il primato di tre calci di rigore sbagliati nello stesso incontro. L'Argentina, ancora una volta con molte riserve in rosa, fu eliminata dal Brasile, che vinse la finale contro l'Uruguay e divenne campione del Sud America. Per la Seleção fu il 6º titolo assoluto, il secondo consecutivo, e ancora una volta concluse imbattuto con 7 vittorie su 7 gare disputate, come nell'edizione 1997. I giocatori migliori del Brasile furono Rivaldo, Emerson e Dida.

### Gli anni duemila (2001-2007)
L'organizzazione della Coppa America 2001 incontrò notevoli difficoltà: il paese ospitante era la Colombia, alla sua prima designazione. Il sorteggio del 10 gennaio 2001 aveva stabilito i gironi e le Nazionali invitate, Canada e Messico: tuttavia, alcuni gruppi terroristici, in aperto conflitto con il governo colombiano, minacciarono di sequestrare gli atleti partecipanti; questo portò la CONMEBOL a riconsiderare l'idea di far disputare la Coppa in Colombia, e tenne vari congressi straordinari in cui venne discussa l'ipotesi di spostare la manifestazione in un altro paese. Il 28 giugno la Confederazione decise d'assegnare la Coppa a un'altra nazione; tuttavia, tornò sulla decisione il 30 giugno, stabilendo che la Coppa si sarebbe sì disputata in Colombia, ma nel 2002. Il 5 luglio annullò le due precedenti iniziative, ripristinando il programma originale: pertanto, Canada e Argentina si ritirarono (rispettivamente il 6 e il 10 luglio), temendo problemi d'ordine pubblico; al posto del Canada fu invitata la Costa Rica, mentre l'Argentina fu sostituita dall'Honduras. Brasile e Uruguay decisero, per ridurre i rischi, di inviare rappresentative composte da giocatori di secondo piano. La definitiva composizione dei gironi fu la seguente: gruppo A, Cile, Colombia, Ecuador e Venezuela; gruppo B, Messico, Paraguay e Perù; gruppo C, Bolivia, Costa Rica, Honduras e Uruguay. Il valore tecnico dell'edizione fu limitato, a causa delle numerose defezioni; la Coppa venne inaugurata da Cile-Ecuador 4-1, tenutasi l'11 luglio a Barranquilla. A qualificarsi alla fase a eliminazione diretta furono Colombia, Cile, Brasile, Messico, Costa Rica e Honduras, oltre alle migliori terze Uruguay e Perù. I principali eventi della competizione furono la vittoria della Colombia, primo titolo assoluto, in finale contro il Messico (1-0, gol di Córdoba), e il terzo posto ottenuto dall'Honduras, che eliminò il Brasile ai quarti e l'Uruguay ai tiri di rigore nella finale per il 3º posto.

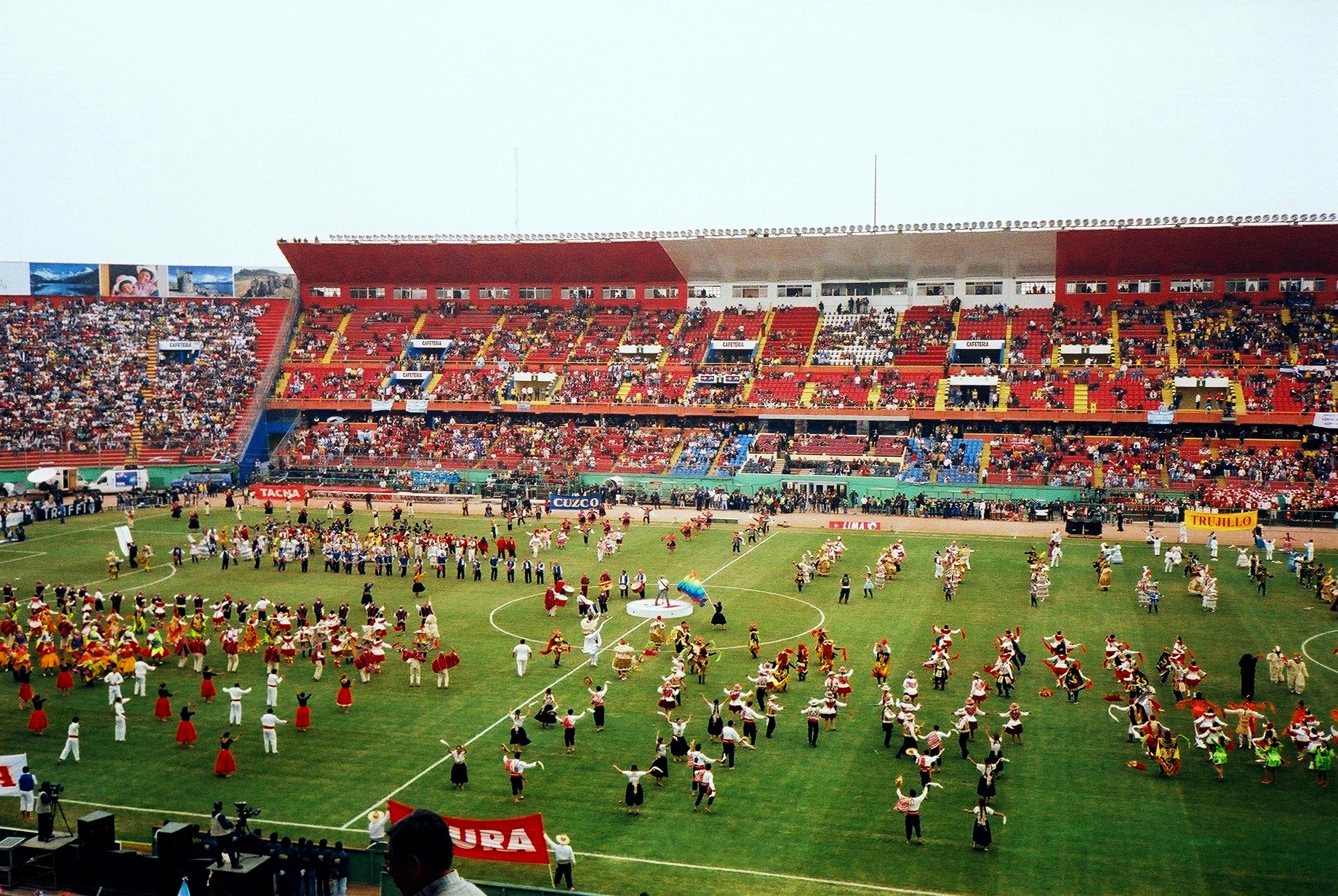
La cerimonia svoltasi prima della finale della Coppa America 2004

La Coppa America 2004 si tenne in Perù: per la sesta volta il torneo si disputò nel paese delle Ande. Per l'occasione la Federazione peruviana preparò 6 stadi in 6 città, situate tutte nella parte occidentale del Paese. Il sorteggio si tenne a Lima l'8 marzo 2004; le due invitate furono entrambe membri CONCACAF, Costa Rica e Messico. Le squadre furono così ripartite: Bolivia, Colombia, Perù e Venezuela nel gruppo A; Argentina, Ecuador, Messico e Uruguay nel gruppo B; Brasile, Cile, Costa Rica e Paraguay nel gruppo C. Il 6 luglio 2004 il torneo fu inaugurato: dopo la cerimonia d'apertura si giocò Colombia-Venezuela 1-0, all'Estadio Nacional di Lima; la Nazionale ospitante debuttò più tardi, pareggiando 2-2 con la Bolivia. Le prime due del gruppo A furono Colombia e Perù; dal gruppo B si qualificarono Messico, Argentina e Uruguay, mentre dal gruppo C avanzarono Paraguay, Brasile e Costa Rica. La Nazionale di casa fu eliminata dall'Argentina con gol di Carlos Tévez; la Colombia passò il turno superando per 2-0 con la Costa Rica, e l'Uruguay sconfisse per 3-1 il Paraguay. Il Brasile vinse per 4-0 sul Messico, finalista della precedente edizione; le semifinali videro Argentina e Brasile passare alla finalissima, con Colombia e Uruguay a disputarsi il terzo posto. L'Uruguay vinse con la Colombia per 2-1, con gol decisivo di Vicente Sánchez. Parreira, CT del Brasile, aveva convocato per il torneo diversi giocatori di secondaria importanza, decidendo di risparmiare i suoi migliori elementi (anche per via delle concomitanti qualificazioni al Mondiale 2006): difatti, aveva incontrato alcune difficoltà a passare la fase a gironi. L'Argentina, guidata da Marcelo Bielsa, vedeva in rosa molti giocatori affermati e di buon livello. Durante la finale, l'Argentina mostrò un maggior controllo del gioco, ed era in vantaggio per 2-1; tuttavia, la Nazionale bianco-celeste fu raggiunta dal gol di Adriano, che approfittò di alcune disattenzioni degli argentini; ai tiri di rigore il Brasile vinse la Coppa.
L'edizione 2007 si tenne in Venezuela, per la prima volta nella storia del torneo. Gli sport più praticati e seguiti in Venezuela erano pallacanestro e baseball, con il calcio in secondo piano; tuttavia, il presidente Hugo Chávez mise a disposizione cifre ingenti per l'organizzazione del torneo, affinché le strutture e la copertura mediatica fossero adeguate all'evento. Furono preparati 9 stadi in 9 località, il maggior numero di impianti mai utilizzato nella storia della Coppa; il sorteggio si tenne il 13 febbraio 2007 a Caracas, e determinò i seguenti gironi: gruppo A, Bolivia, Perù, Uruguay e Venezuela; gruppo B, Brasile, Cile, Ecuador e Messico; gruppo C, Argentina, Colombia, Paraguay e Stati Uniti. Le due Nazionali invitate furono Messico e Stati Uniti, che già avevano preso parte in passato alla Coppa America. Il 26 giugno la competizione fu aperta da Perù-Uruguay 3-0, a Mérida; i padroni di casa giocarono a San Cristóbal contro la Bolivia, pareggiando per 2-2. Le prime due gare del gruppo B si tennero il 27 giugno, e quelle del gruppo C il 28; alla fine della fase a gironi le Nazionali qualificate furono Venezuela, Perù, Messico, Brasile, Argentina e Paraguay, più le migliori terze Uruguay e Cile. Per la prima volta nella storia, il Venezuela avanzò ai quarti di finale, superando la prima fase. Le semifinali videro le partite tra Brasile e Uruguay e Argentina e Messico: ai tiri di rigore il Brasile superò gli uruguaiani, mentre l'Argentina sconfisse il Messico per 3 gol a 0. Il terzo posto andò al Messico, che il 14 luglio batté l'Uruguay 3-1; la finalissima si tenne a Maracaibo il 15 luglio. L'incontro decisivo fu lo stesso dell'edizione precedente; e come nel 2004 a vincere fu il Brasile, per 3-0.

### Gli anni duemiladieci (2011-2019)

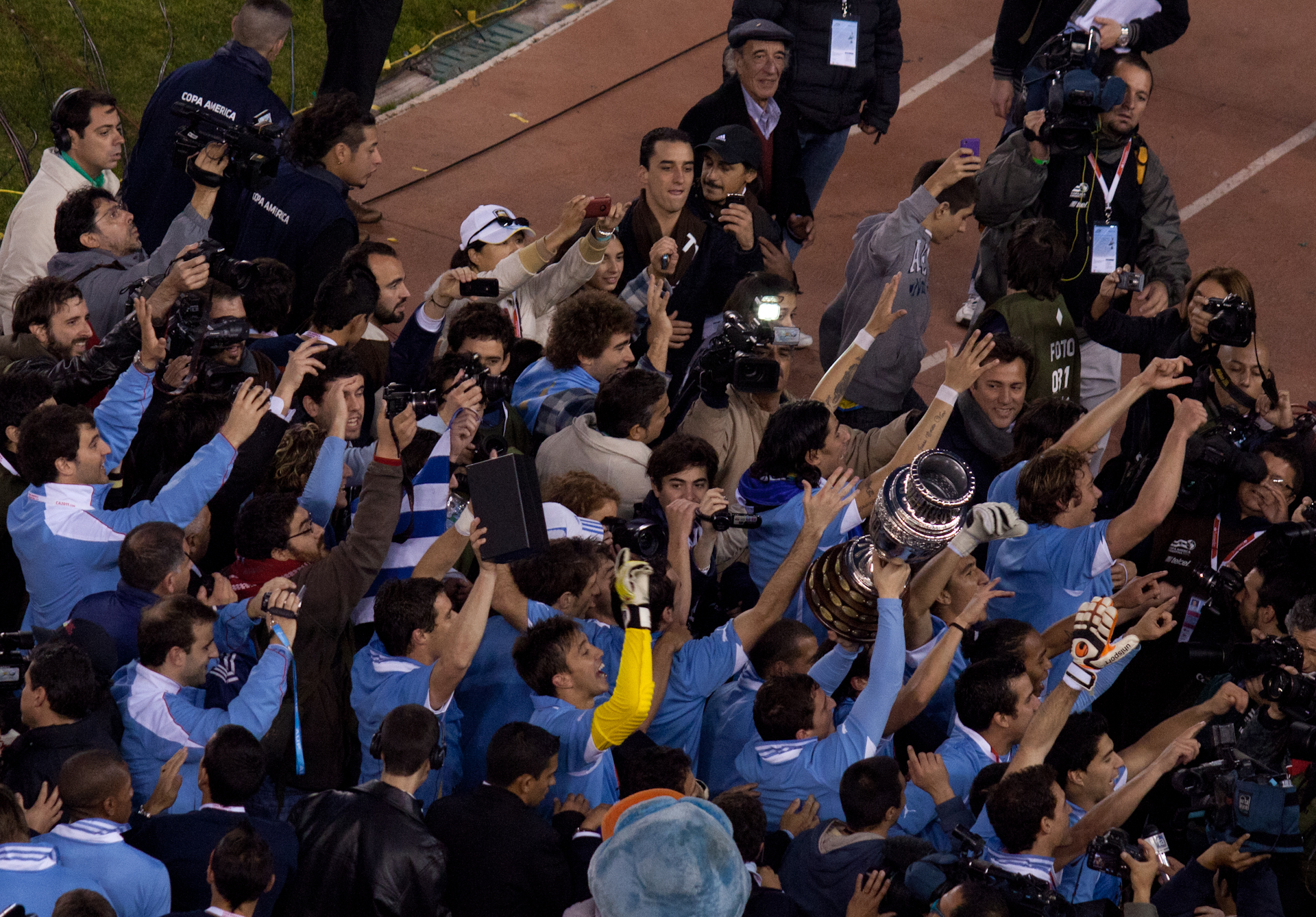
I giocatori uruguaiani festeggiano la vittoria nell'edizione 2011

La Coppa America 2011 tornò a essere disputata in Argentina: con l'edizione 2007 in Venezuela si completò infatti la rotazione, iniziata nel 1987, che portò tutti i paesi affiliati alla CONMEBOL a organizzare la competizione. Il Giappone, Nazionale asiatica invitata al torneo insieme al Messico, dovette rinunciare per via di problemi interni in seguito al terremoto e maremoto del Tōhoku del 2011; al suo posto partecipò la Costa Rica. Dal sorteggio, tenutosi il 12 novembre 2010 a La Plata, uscirono i seguenti gironi: gruppo A, Argentina, Bolivia, Colombia e Costa Rica; gruppo B, Brasile, Ecuador, Paraguay e Venezuela; gruppo C, Cile, Messico, Perù e Uruguay. L'incontro inaugurale fu Argentina-Bolivia, giocata il 1º luglio a La Plata: la Nazionale padrona di casa pareggiò per 1-1; il primo gol del torneo fu realizzato dal boliviano Edivaldo. La fase a gironi vide qualificarsi Colombia e Argentina (gruppo A), Brasile e Venezuela (B), Cile e Uruguay (C) e le migliori terze Perù (C) e Paraguay (B). Ai quarti il Perù batté la Colombia, e il Venezuela sconfisse il Cile; l'Uruguay superò ai rigori l'Argentina, così come fece il Paraguay con il Brasile: le due principali favorite, Argentina e Brasile, furono quindi eliminate ai tiri di rigore. Le semifinali videro le gare Perù-Uruguay e Paraguay-Venezuela; l'Uruguay vinse per 2-0, accedendo alla finale, mentre il Venezuela perse con il Paraguay ai rigori, dopo aver concluso per 0-0 i 120 minuti. Il terzo posto andò al Perù, che batté il Venezuela (che con il 4º posto ottenne il suo miglior piazzamento nella storia della Coppa). L'Uruguay si laureò campione per la 15ª volta, superando in finale il Paraguay per 3-0.

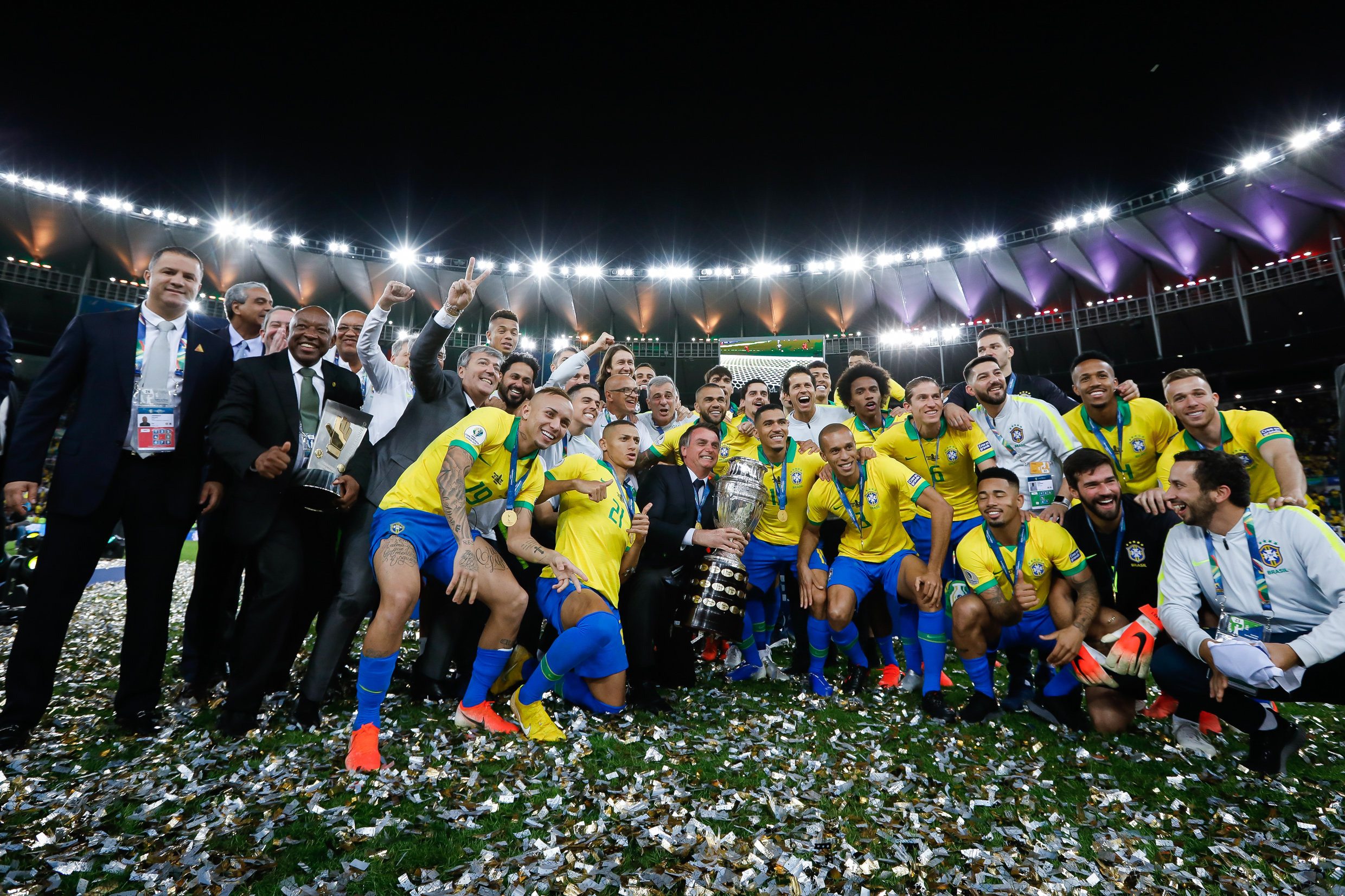
La nazionale brasiliana celebra il successo nell'edizione 2019

La Coppa America 2015 si disputò in Cile e vide il successo dei padroni di casa, che si imposero nella manifestazione per la prima volta nella loro storia. In finale, il Cile si impose ai calci di rigore per 4-1 sull'Argentina, dopo lo 0-0 dei tempi supplementari. 
Nel 2016, in occasione del centenario della CONMEBOL, venne organizzata un'edizione speciale della Coppa America negli Stati Uniti d'America, alla quale presero parte anche 6 squadre della CONCACAF. La finale vide trionfare ancora una volta il Cile, che superò ai calci di rigore per 4-2 l'Argentina dopo lo 0-0 dei tempi supplementari.
La Coppa America 2019 venne disputata in Brasile e fu vinta dai padroni di casa, che si imposero in finale per 3-1 sul Perù.

### Gli anni duemilaventi (dal 2021)
L'edizione successiva, prevista per il 2020, avrebbe dovuto svolgersi in Argentina e Colombia ma, a causa della pandemia di COVID-19, l'edizione fu rinviata di un anno e spostata in Brasile. A questa edizione parteciparono solo 10 squadre, dopo il ritiro delle due nazionali invitate, Qatar e Australia. A vincere il trofeo fu l'Argentina, che superò in finale il Brasile per 1-0 e tornò ad imporsi in Coppa America a ventotto anni di distanza dall'ultima volta. Nel 2024 invece il torneo si svolse negli USA e vide per la seconda volta consecutiva la vittoria per 1-0 dell'Argentina, facendola così diventare la nazionale più vincente nella storia della competizione. 